# 清華大學第五教室樓

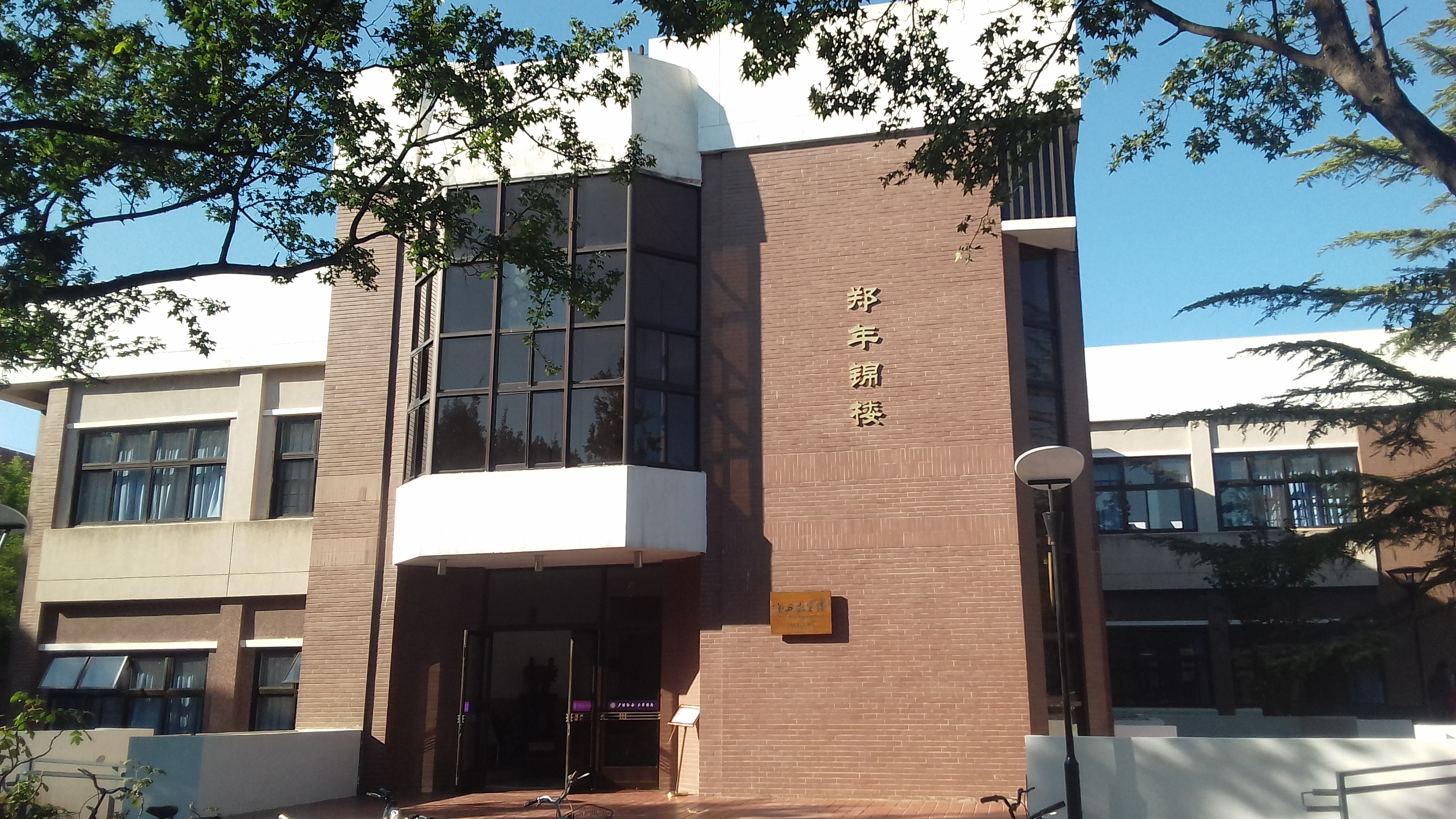
清华大学第五教室楼

清華大學第五教室樓簡稱五教，又稱為郑年锦楼，位於清華學堂路旁，是清華第五個公共教學樓。建成於1988年，建築面積4586平方公尺，高兩層，框架混合結構，由謝肇堂、曾涵棻、張晉芳、趙曉晞設計。
五教用了巧妙的設計，利用地形地貌，在門前隨坡就勢鋪設了步行道，解決了地面高低落差2.75公尺的難題。五教採用紅白兩種色調，與附近的清華學堂等老教學區的建築造型與色調十分諧和。